# Saint-Clair-d'Arcey
Saint-Clair-d'Arcey foi uma antiga comuna francesa na região administrativa da Normandia, no departamento de Eure. Estendia-se por uma área de 11,68 km². Em 2010 a comuna tinha 329 habitantes (densidade: 28,2 hab./km²).
Em 1 de janeiro de 2019, passou a formar parte da nova comuna de Treis-Sants-en-Ouche.